# Долгополье (Владимирская область)
Долгополье — село в Александровском муниципальном районе Владимирской области России, входит в состав Андреевского сельского поселения.

## География
Село расположено в 38 км на северо-восток от города Александрова и в 21 км от центра поселения — села Андреевского.

## История
Деревня Долгое поле впервые упоминается в писцовых книгах 1629-30 годов в составе Павловского прихода, в ней было 16 дворов крестьянских. Центром прихода являлась церковь в селе Павловское, расположенном севернее Долгополья на другом берегу ручья Воробейка. До времен Литовского разорения (1610-12 годов) село Павловское принадлежало Александровскому монастырю, который был в городе Переславле-Залесском над озером. В 1692 году в селе была выстроена и освящена церковь во имя святого Николая Чудотворца. В 1780 году эта церковь сгорела и вместо неё в 1783 году построена была новая, которая освящена также во имя святого Николая Чудотворца. В 1842 году вместо деревянной церкви в Павловском начата постройка каменного храма, но за недостатком средств постройка затянулась на долгое время: придельный храм был освящен в 1846 году, колокольня построена в 1853 году, а настоящий храм в 1858 году. Престолов в нем было три: в холодной во имя святой Живоначальной Троицы, в трапезе теплой в честь Покрова Божьей Матери и во имя святого Николая Чудотворца.  
До революции село входило в состав Андревско-Годуновской волости Александровского уезда. В 1905 году в деревне Долгополье числилось 38 дворов, в селе Павловском в пустошах — 4 двора и 15 жит.  
С 1929 года село являлось центром Долгопольского сельсовета Александровского района, с 1948 года — в составе пригородной зоны города Александрова, с 1965 года — в составе Александровского района, с 2005 года — в составе Андреевского сельского поселения.

## Население
| 1859 | 1905 | 1926 | 2002 | 2010 | 2021 |
| ---- | ---- | ---- | ---- | ---- | ---- |
| 165  | ↗211 | ↗298 | ↘24  | ↘23  | ↘14  |

## Инфраструктура
В селе находятся фельдшерско-акушерский пункт, отделение федеральной почтовой связи. 

## Достопримечательности
Севернее села на границе с деревней Спорново расположена полуразрушенная Церковь Троицы Живоначальной (1842—1858 гг.)